# Codex Vaticanus Graecus 354
Der Codex Vaticanus 354 (Gregory-Aland no. S oder 028; von Soden ε 1027) ist eine griechische Handschrift des Neuen Testaments, die auf 949 datiert ist. Sie ist eine der ältesten, die das Datum genannt hat. Der Codex wird in der Vatikanischen Bibliothek unter der Signatur Gr. 354 in Rom verwahrt. Die Handschrift ist vollständig.

## Beschreibung
Die Handschrift besteht aus den vier Evangelien auf 235 Pergamentblättern (36 cm × 24 cm). der Text steht in zwei Spalten mit 27 Zeilen, mit 15–17 Buchstaben in Zeile. Die Buchstaben neigen nach rechts. Spiritus asper, Spiritus lenis und Akzente fehlen.
Lukas 22,43.44 und Johannes 7,53–8,11 sind durch Zeichen beanstandet.
Sie enthält Epistula ad Carpianum, κεφαλαια, τιτλοι, den Eusebischen Kanon, Unterschriften, Stichoi und Neumen.
Text
Der griechische Text des Codex repräsentiert den Byzantinischen Texttyp und wird der Kategorie V zugeordnet.

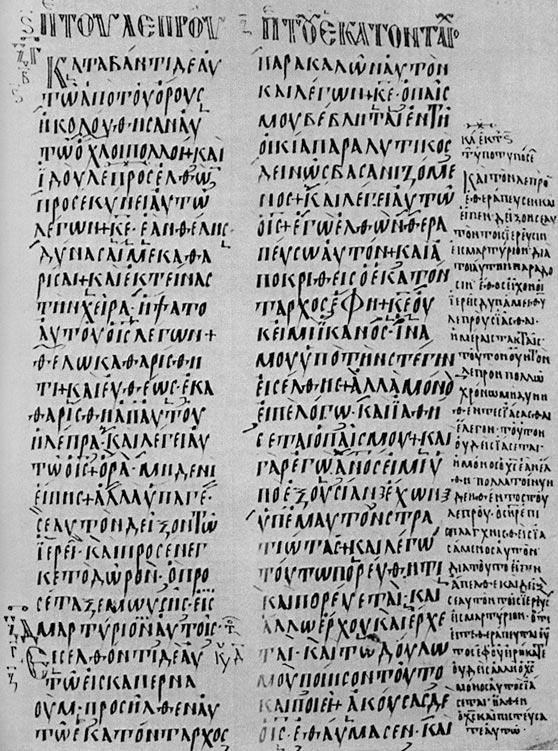
Evangelium nach Matthäus 8:1–10 in Vaticanus 354

Die Handschrift wurde durch Bianchini, Andreas Birch, Tischendorf, und Mercati untersucht.